# عبد الله جمعان
عبد الله جمعان، لاعب كرة قدم سعودي، يلعب في نادي الاتحاد السعودي.